# Jacobaea ambigua
Jacobaea ambigua là một loài thực vật có hoa trong họ Cúc. Loài này được (Biv.) Pelser & Veldkamp mô tả khoa học đầu tiên năm 2006.